# Angulyagra boettgeri
Angulyagra boettgeri е вид охлюв от семейство Viviparidae.

## Разпространение
Видът е разпространен в Китай (Гуандун и Хайнан).